# The Rocky Horror Show (videogioco)
The Rocky Horror Show è un videogioco di avventura dinamica del 1985 basato sul musical The Rocky Horror Show. Nel gioco si possono indossare i panni di Brad Majors o di Janet Weiss. Venne pubblicato dalla CRL Group britannica per gli home computer Amstrad CPC, Apple II, Commodore 64, Commodore 128 e ZX Spectrum. Le edizioni nordamericane vennero pubblicate dalla Electric Dreams, una filiale della Activision. In particolare la versione Commodore 64 americana differisce notevolmente nella grafica da quella europea, che era stata convertita in fretta dalla versione ZX Spectrum, mantenendone gran parte della grafica monocromatica; quella americana fu ridisegnata in maniera più adeguata alle superiori potenzialità del Commodore 64. La versione Commodore 128 fu ulteriormente migliorata a partire da quella Commodore 64 americana e pubblicata anche in Europa, dove apparve molto più evoluta di quella per 64 che si conosceva.

## Trama
La trama è differente da quella del musical, sebbene personaggi e ambienti siano ricostruzioni fedeli di quelli del musical o meglio del relativo film The Rocky Horror Picture Show. A seconda di quale dei fidanzati Brad e Janet si interpreti, l'obiettivo è liberare l'altro/a che è stato rapito dal malvagio dottor Frank-N-Furter. L'avventura si svolge nel suo castello, dove ha usato la macchina Medusa per pietrificare il fidanzato/a del protagonista. Frank ha inoltre demolito la macchina de-Medusa, l'unica che possa annullare la pietrificazione, e ne ha disperso i pezzi. Il protagonista li dovrà recuperare e ricomporre nella stanza del teatro, dove si trovano la macchina e la vittima. Se non farà in tempo, il castello, in realtà un'astronave camuffata, lascerà la Terra.
Altri personaggi che si incontreranno, più o meno pericolosi, sono:
- Riff-Raff - il maggiordomo maniaco
- Magenta - la domestica e sorella di Riff-Raff
- Columbia - la groupie
- Rocky Horror - una creatura del dottore
- Eddie - un esperimento di ibernazione fallito, rocker e partner di Columbia, che occasionalmente si scongela e si aggira in moto

## Modalità di gioco
Il giocatore sceglie a inizio partita se controllare Brad o Janet, differenti solo sul piano estetico. L'ambiente è un insieme di stanze mostrate con prospettiva tridimensionale fissa, collegate da passaggi aperti, da porte chiuse a chiave o da un ascensore. Ci sono in tutto 14 stanze su due piani, più due luoghi aggiuntivi nella versione Commodore 128. Il personaggio può camminare in tutte le direzioni, e con il pulsante o barra raccogliere oggetti, aprire porte e azionare macchinari.
L'obiettivo è raccogliere i 15 pezzi della macchina, distribuiti nel castello in modo casuale, che possono essere trasportati solo uno alla volta e vanno depositati nella stanza del teatro. Gli unici altri oggetti da raccogliere sono le chiavi, anch'esse trasportabili solo una alla volta, che permettono di aprire qualsiasi porta, ma sono monouso.
Gli altri personaggi si aggirano per il castello e quando toccati citano famose strofe del musical tramite fumetti. Magenta e Columbia possono inoltre sottrarre tutti i vestiti al protagonista; ciò lo costringe a camminare più lentamente mentre si copre le pudende, e a ritrovare i suoi abiti prima di poter riprendere a fare altro. Riff Raff e Eddie possono invece colpire il protagonista, rispettivamente con un raggio o con la moto, e ucciderlo all'istante. C'è un indicatore a termometro che aumenta col tempo e quando è al massimo Eddie è in libertà, ma la temperatura può essere fermata usando un pulsante nella stanza frigorifera. Si ha una sola vita e la partita termina se si viene uccisi dai personaggi o da altri raggi fissi o se scade il tempo.
Nelle versioni con colonna sonora è presente un adattamento del brano The Time Warp.